# La Femme spectacle
Pour plus de détails, voir Fiche technique et Distribution.
La Femme spectacle est un film réalisé par Claude Lelouch en 1964.

## Synopsis
Un essai sur ce qui provoque la « femme objet ».

### Fiche technique
- Titre original : La Femme spectacle
- Réalisation : Claude Lelouch
  - Assistant : Pierre Uytterhoeven
- Scénario : Claude Lelouch
- Photographie : Jean Collomb
- Montage : Claude Barrois, Jacqueline Lecomte
- Production : Pierre Braunberger
- Sociétés de production : Les Films de la Pléiade, Films 13
- Format : Couleurs/Noir et blanc — 35 mm — 1,66:1 — Son : Mono
- Genre : Film dramatique
- Durée :  France 84 minutes,  États-Unis 67 minutes
- Date de sortie : 1964

## Distribution
- Jean Yanne : le présentateur
- Jacques Portet : Jacques
- Jean-Pierre Kalfon : l'ami de Jacques
- Jean Franval : le commissaire
- Jean Lescot : un soldat
- Gérard Sire : la voix du narrateur
- Marie-Ange Aniès : non créditée
- Jean d'Estrée : le visagiste (non crédité)
- France-Noëlle : non créditée